# 南浩史
南 浩史（みなみ ひろし）は、日本の建設官僚、実業家。山形座瀧波最高経営責任者、株式会社銀座クルーズ取締役。旧姓は須藤（すどう）。
近畿地方建設局用地部用地第一課課長、株式会社大島造船所社長（第6代）などを歴任した。

## 来歴

### 生い立ち
山形県出身。生家である須藤家は代々旅館「瀧波」を経営してきた。山形県立米沢興譲館高等学校から東京大学に進学し農学部で学んだ。1990年（平成2年）、東京大学を卒業、農学士の称号を取得した。

### 官僚として
在学中に国家公務員試験に合格し、1990年（平成2年）に建設省に入省した。近畿地方建設局に赴任し、1996年（平成8年）に用地部の用地第一課長に就任した。

### 実業家として
大阪造船所の創業家である南家の娘と結婚して婿養子となり、姓を須藤から南に改めている。1997年（平成9年）、大阪造船所のグループ企業である大島造船所に入社し、同年より取締役の一人として名を連ねた。大島造船所からトヨタ自動車に一時出向し、生産調査部にてカイゼン活動に携わった。1998年（平成10年）、大島造船所の常務に就任した。1999年（平成11年）には大島造船所の専務に昇任した。2000年（平成12年）には代表権を持つ副社長に就任した。2009年（平成21年）6月、中川齊の後任として大島造船所の社長に就任した。社長在任中は、ベトナムカインホア省に造船所を建造する計画に携わった。さらに、三菱重工業、今治造船、名村造船所、三菱商事と共同でブラジルに進出した。大島造船所は、船主など国内外の賓客を歓待する迎賓館として大島アイランドホテル長崎を営んでいたが、老朽化が進んだため2013年（平成25年）4月12日に新たにオリーブベイホテルを開業させた。さらに、造船所の技能職として女性を積極的に採用する取り組みを進めた。
なお、実家の旅館は兄の須藤清市が継いでおり、赤湯温泉で最大規模を誇っていたが経営危機に陥っていた。そのため、2013年（平成25年）11月30日に会社分割を行い、新会社に旅館事業を移したうえで負債総額9億円を旧会社で処理することになった。その結果、2014年（平成26年）4月に民事再生法の適用を申請し経営破綻した。これを受け、浩史が兄に代わって旅館の再建を目指すことになる。同年12月19日、大島造船所の社長を退任し、実家の再興に専念する。大島造船所の後任の社長には、親会社であるダイゾーを経営していた南宣之が就任した。なお、宣之は浩史と同じく南家の婿養子である。
実家に戻ると、旅館を「山形座瀧波」として全面的なリノベーションを施したうえで、客単価を従来の2倍以上に引き上げ、2018年（平成30年）に黒字転換を果たす。なお、南家が創業したダイゾーグループにおいては、その後も銀座クルーズの取締役の一人として名を連ねている。

## 家族・親族
- 須藤清市（兄） - 実業家

## 略歴
- 1990年 - 東京大学農学部卒業[4]。
- 1990年 - 建設省入省[4]。
- 1996年 - 近畿地方建設局用地部用地第一課課長[4]。
- 1997年 - 大島造船所入社[4]。
- 1997年 - 大島造船所取締役[4]。
- 1998年 - 大島造船所常務[4]。
- 1999年 - 大島造船所専務[4]。
- 2000年 - 大島造船所副社長[4]。
- 2009年 - 大島造船所社長[4]。

### 註釈
1. ↑  株式会社大阪造船所は、2000年に株式会社ダイゾーに改組された。